# Dusona insolita
Dusona insolita là một loài tò vò trong họ Ichneumonidae.